# مركز الحرب الجوي السعودي
مركز الحرب الجوي السعودي هو مركز تدريب جوي تابع للقوات الجوية السعودية يقع في المنطقة الشرقية بقاعدة الملك عبد العزيز الجوية في مدينة الظهران، تأسس في 31 مارس 2019 م ويهدف إلى تطوير القطاع العسكري الجوي في مختلف المجالات في المملكة العربية السعودية في واقع مماثل للحرب الحديثة، ويعتبر المركز أحد خطط رؤية السعودية 2030.

## أهداف المركز
- توفير قدرة متقدمة لتدريب الأطقم الجوية والفنية والمساندة، في واقع مماثل للحرب الحديثة، وما سيسهم فيه المركز من تطوير وتحديث للخطط القتالية المضادة للتهديدات المحتملة .
- تطوير وتقييم قدرات القوات الجوية، وتوحيد المفاهيم والعقائد القتالية، واختبار وتقييم الأنظمة والأسلحة ومدى فاعليتها وتأثيرها.
- دعم الجاهزية القتالية للقوات الجوية، وتنفيذ تمارين مشتركة ومختلطة مع العديد من الدول الشقيقة والصديقة.
- التدريب في بيئة حرب إلكترونية متطورة، لاستخدام تكتيكات وأساليب قتالية ذات فاعلية وتقييمها، من خلال تمكين المختصين بالقوات الجوية من قراءة النتائج في واقع مماثل لواقع المعارك الحقيقية.

## مكونات المركز
يتكون مركز الحرب الجوي من مبنى قيادة المركز والتي تضم بوابة رئيسية للمركز مع المتطلبات الأمنية، وحظائر لصيانة الطائرات، ومكاتب الأطقم الفنية، ومستودع المعدات الأرضية، ومرافق الخدمات، ومظلات شمسية لعدد 24 طائرة، وساحة وقوف للطائرات، وممرات جانبية، وميدان حرب إلكترونية.

## روابط خارجية
- ولي العهد يضع حجر الأساس لمشروع إنشاء مركز الحرب الجوي